# 法烏斯托·羅西
法烏斯托·羅西（義大利語：Fausto Rossi；1990年12月3日—）是一位意大利足球運動員，在場上的位置是中場。他現在效力於西班牙足球甲級聯賽球隊科尔多瓦足球俱乐部。他出身自尤文圖斯的青訓系統。